# Юргорден
Юргорден (швед. Djurgården, дословно переводится как «звериные угодья») — крупный остров в центре Стокгольма, является главной рекреационной и развлекательной зоной столицы Швеции. За год здесь бывает около 10 миллионов посетителей.
Именно на Юргордене находятся такие известные достопримечательности Стокгольма, как этнопарк Скансен, музей Юнибакен, затонувший в 16-м веке и затем поднятый и восстановленный корабль «Густав Ваза», ныне превращенный в музей, парк аттракционов Тиволи Грёна-Лунд, музей Нордиска, дворец Розендаль, построенный для первого короля из династии Бернадотов, Карла XIV Юхана, а также Вальдемарсудде, усадьба принца Евгения, ставшая одним из художественных музеев столицы.
В мае 2013 года на острове был открыт и музей самой легендарной шведской группы, ABBA. Все это соседствует на Юргордене с гектарами лесопарка, а также небольшой гаванью для яхт.
Туристы могут добраться до острова как пешком, так и на транспорте. Сюда ходят трамвайный маршрут 7 и автобусные маршруты 44, 47. Для желающих переправиться на Юргорден прямо из Старого города Стокгольма курсирует небольшой паром - он отправляется от причала на набережной Скеппсброн острова Стадхольмен.

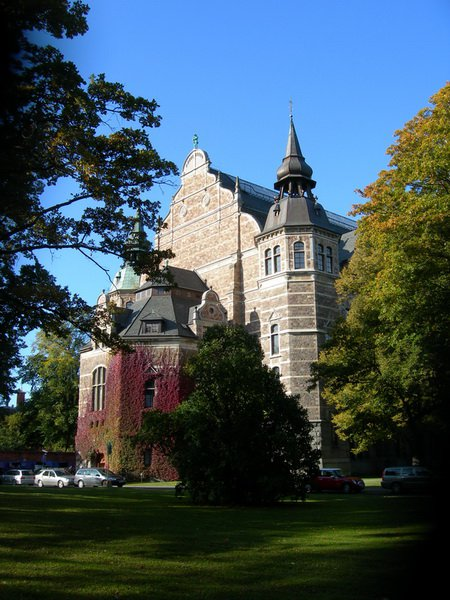
Музей Нордиска на Юргордене
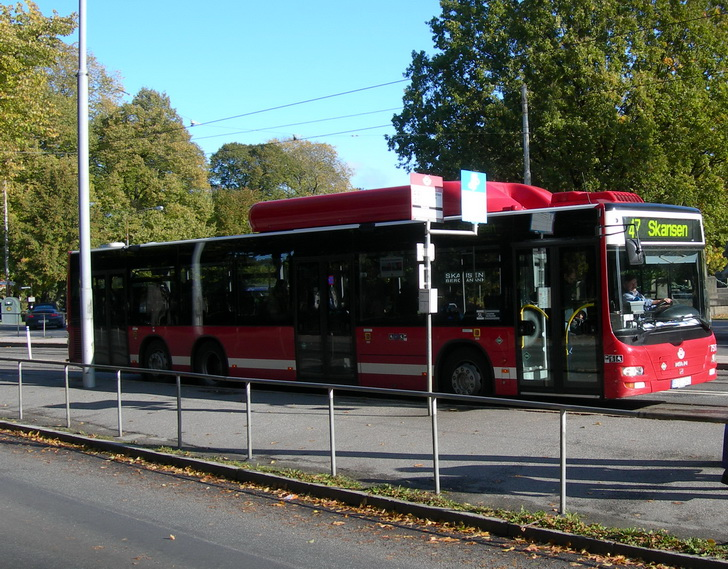
Автобус №47 в Скансен
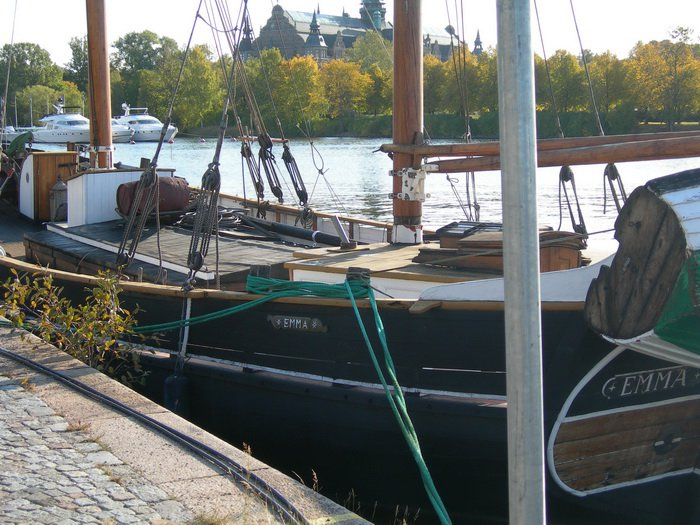
Вид на Юргорден с набережной Стрендвеген